# Cladomimus
Cladomimus is een geslacht van Phasmatodea uit de familie Phasmatidae. De wetenschappelijke naam van dit geslacht is voor het eerst geldig gepubliceerd in 1915 door Carl.

## Soorten
Het geslacht Cladomimus is monotypisch en omvat slechts de volgende soort:
- Cladomimus griseus Carl, 1915